# Gerhard von Wylre
Gerhard von Wylre (* 14. Jahrhundert in Aachen; † 1440 ebenda) war ein deutscher Schöffe und Bürgermeister der Reichsstadt Aachen.

## Leben und Wirken
Der Sohn des Aachener Bürgers Ludwig von Wylre († 1402) und der Aelke von der Keyart wurde erstmals 1385 urkundlich erwähnt, als er im Rahmen des letzten Feldzuges des  Landfriedensbündnisses Maas-Rhein an der Belagerung der Burg Reifferscheid teilnahm. Spätestens ab 1406 gehörte er dem Schöffenstuhl an und im Jahre 1407 zur Delegation von Johann van den Berge, die mit den kaiserlichen Räten über die geplante Wiederholung der Krönungszeremonien von König Ruprecht verhandelten. Diese Verhandlung war erforderlich, da die offizielle Krönung im Jahr 1401 von den Aachener Stadträten auf Grund der Absetzung von Ruprechts Vorgänger Wenzel von Luxemburg untersagt worden war, da diese damit nicht einverstanden waren. Die Königskrönung Ruprechts fand daraufhin in Köln und ohne Übergabe der Reichsinsignien statt und Aachen wurde mit einer mehrjährigen Reichsacht bestraft.
Schließlich wurde von Wylre als Erster seiner Familie – sechs weitere Amtsträger sollten später noch folgen – in den Jahren 1416/17, 1429/30 (fraglich), 1431/32 (mit Wilhelm von der Hagen als „Bürger-Bürgermeister“ aus den Reihen der Zünfte) und 1436/37 drei- oder viermal zum Schöffenbürgermeister der Stadt Aachen gewählt, da bezüglich seiner Amtszeit 1429 die Quellen „von Coels“ widersprüchlich sind.
Von Wylre war verheiratet mit Katharina Havermann, mit der er mindestens drei Kinder bekam. Sein Enkel Wilhelm von Wylre wurde der nächste Bürgermeister aus der Familie.